# Maria Amalia von Bourbon-Sizilien

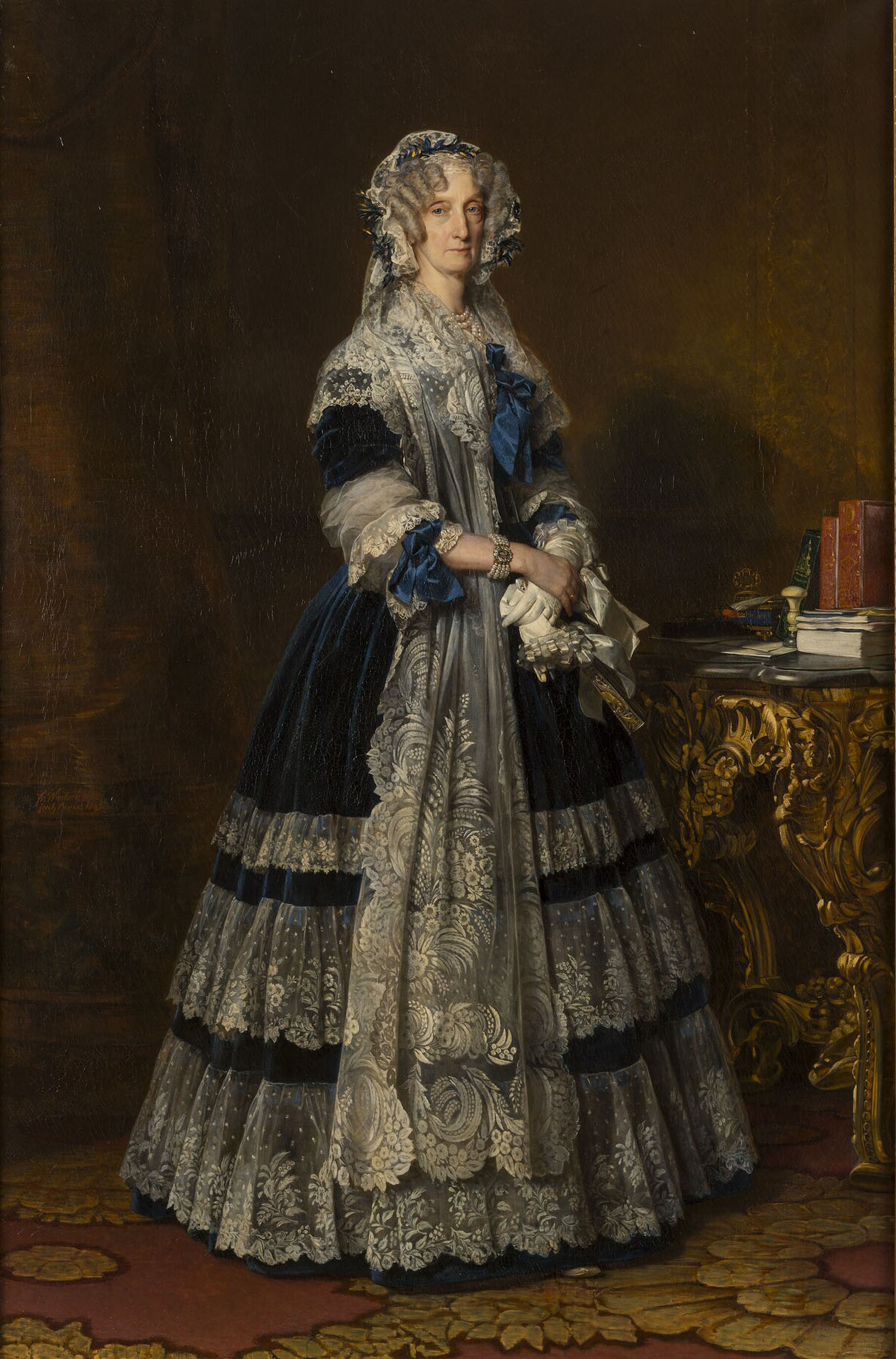
Königin Maria Amalia, Porträt von Franz Xaver Winterhalter, 1842

Maria Amalia Teresa von Bourbon-Sizilien (französisch Marie Amélie de Bourbon-Siciles; * 26. April 1782 in Neapel; † 24. März 1866 in Claremont House bei Esher, Grafschaft Surrey, England) war ein Mitglied des Hauses Bourbon und stammte mütterlicherseits von den Habsburgern ab. 1809 heiratete sie den Herzog von Orléans, Louis Philippe. Als ihr Gemahl infolge der Julirevolution von 1830 auf den französischen Thron gelangte, wurde Maria Amalia an seiner Seite Königin der Franzosen. Politisch übte sie keinen Einfluss aus. Ihre Ehe mit Louis Philippe, aus der zehn Kinder hervorgingen, verlief glücklich. Nach dem Sturz Louis Philippes durch die Februarrevolution 1848 floh sie mit ihrem Gatten nach England, wurde 1850 Witwe und blieb bis zu ihrem Tod im englischen Exil.

## Leben

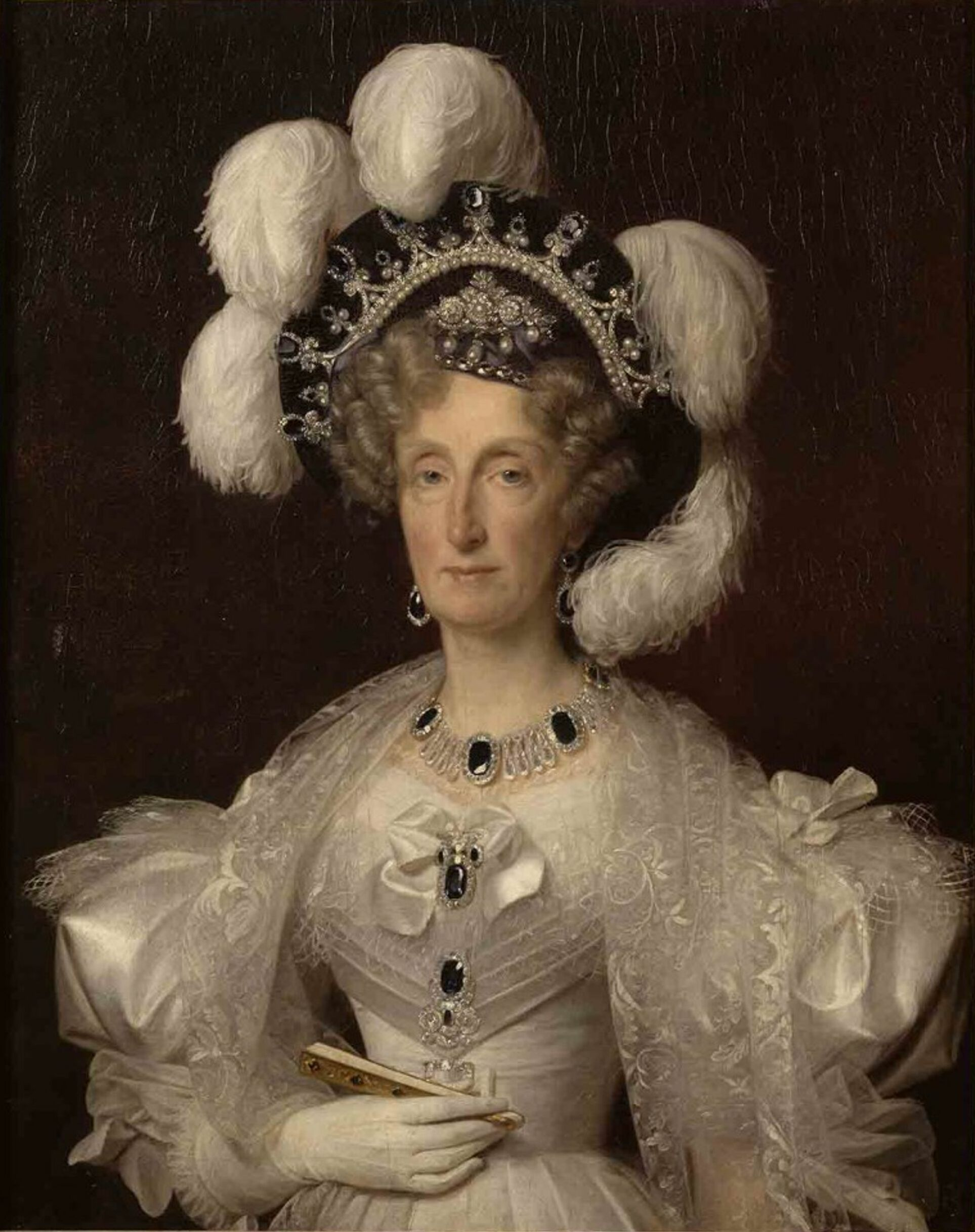
Maria Amalia von Bourbon-Sizilien

### Abstammung und frühes Leben
Maria Amalia war eine Tochter von Ferdinand I. di Borbone, König beider Sizilien, und Erzherzogin Maria Karolina von Österreich und somit mütterlicherseits eine Enkelin Kaiserin Maria Theresias. Sie kam 1782 im Palast von Caserta nahe Neapel zur Welt und wurde sehr religiös erzogen. Innerhalb ihrer Familie wurde sie in ihren Jugendjahren als Santa tituliert. Für ihre Erziehung war Madame d’Ambrosio zuständig. Ihre frühe Lebenszeit verbrachte sie zumeist in Palermo auf Sizilien, wohin sie mit ihrer Familie während der Besetzung der festländischen Apenninhalbinsel durch Truppen Napoleons in den Jahren 1798–99 und 1806–14 Zuflucht nahm und unter britischem Schutz lebte. Von 1800 bis 1802 hielt sie sich mit ihrer Mutter am Wiener Hof auf.

### Heirat mit Herzog Louis Philippe von Orléans
1808 wurde Maria Amalia als Braut für den damals im Exil lebenden, 34-jährigen Herzog Louis Philippe I. d’Orléans ausersehen, der 1830 zum König der Franzosen avancieren sollte. Ihr Bräutigam war ein Sohn von Louis-Philippe II. Joseph de Bourbon, duc d’Orléans und dessen Frau Louise Marie Adélaïde de Bourbon-Penthièvre.  Das Heiratsprojekt erfolgte mit Zustimmung der britischen Regierung. Diese erhoffte sich dadurch mehr Einfluss auf die Politik der auf Sizilien regierenden Bourbonen, da Maria Amalias Mutter Maria Karolina, die dominierende politische Kraft des dortigen königlichen Hofs, wenig anglophil war. Die Erwartungshaltung der Briten erfüllte sich später auch bei mehreren Gelegenheiten.
Zwei Tage nach seiner am 20. Juni 1808 erfolgten Ankunft in Palermo wurde der Herzog von Orléans seiner zukünftigen Gattin Maria Amalia vorgestellt.  Zwar wurde die geplante Hochzeit zu diesem Zeitpunkt definitiv beschlossen, doch fand sie zunächst nicht statt, da der Herzog vorerst als Heerführer den Kampf der aufständischen Spanier gegen die französischen Besatzungstruppen unterstützen wollte. Er hoffte, sich als erfolgreicher Feldherr gegen Kaiser Napoleon profilieren und somit ein größeres politisches Gewicht erlangen zu können. Maria Amalia notierte am 4. Juli 1808 in ihrem Tagebuch, dass sich ihr Bräutigam sofort nach Gibraltar begeben wolle, um sich an die Spitze der Aufständischen zu stellen und den rechtmäßigen König wieder zu inthronisieren. Die britische Regierung unterband jedoch seine ehrgeizigen Pläne; Louis Philippe durfte in Gibraltar nicht an Land gehen. Seine Vermählung mit Maria Amalia erfolgte erst am 25. November 1809 in Palermo. Anwesend bei dieser Zeremonie waren auch zwei deswegen nach Palermo gereiste Verwandte des Herzogs von Orléans, nämlich seine Mutter Louise Marie Adélaïde und seine Schwester Eugénie Adélaïde Louise. Der britische König Georg III. hatte der Heirat am 7. November definitiv zugestimmt; das Oberhaupt der Bourbonen, der spätere französische König Ludwig XVIII., teilte aber seine Erlaubnis erst nachträglich im April 1810 brieflich mit. Die Ehe von Maria Amalia und Louis Philippe verlief sehr glücklich. Die Eheleute waren einander sehr zugetan, und Maria Amalia unterstützte immer alle Pläne ihres Gatten. Sie gebar ihm im Zeitraum von 1810 bis 1824 zehn überlebende Kinder, von denen acht das Erwachsenenalter erreichten.

### Übersiedlung nach Frankreich
Während der ersten Restauration der Bourbonen nach der Entmachtung Napoleons begleitete Maria Amalia mit ihren drei Kindern, die sie inzwischen in Palermo geboren hatte, ihren Gatten im September 1814 nach Frankreich. Sie traf am 22. September in Paris ein. Dort brachte sie am 25. Oktober 1814 ihren zweiten Sohn Louis, Herzog von Nemours zur Welt. Als Napoleon Anfang März 1815 von Elba nach Frankreich zurückkehrte, um wieder die Herrschaft an sich zu reißen, kam es zwischen Louis Philippe und König Ludwig XVIII. zu Differenzen über die zu ergreifenden Abwehrmaßnahmen. Maria Amalia und ihre Kinder waren nach Ansicht ihres Gatten aufgrund des Vormarsches Napoleons gefährdet und sollten sich zu ihrem Schutz nach England begeben. Ohne die Erlaubnis des Königs einzuholen, ergriff Louis Philippe die nötigen Maßnahmen, so dass sich Maria Amalia mit ihren Kindern in der Nacht vom 12. auf den 13. März von ihrem Wohnort, dem Palais Royal in Paris, auf den Weg nach London machen konnte. Sie sah ihren Gemahl wieder, als dieser am 4. April 1815 ebenfalls in der britischen Metropole anlangte. Inzwischen übernahm Napoleon für wenige Monate wieder die Herrschaft in Frankreich.
Maria Amalia wohnte mit ihrem Gatten und ihren Kindern zwei Jahre lang in Orléans House in Twickenham. Nach Napoleons endgültigen Abdankung kam es inzwischen noch 1815 zur zweiten Restauration der Bourbonen. Aufgrund seiner kritischen Haltung gegenüber Ludwig XVIII. und dessen Politik blieb aber Louis Philippe mit seiner Familie zunächst noch in Twickenham. Erst im Februar 1817 kehrte er nach Paris zurück. Zwei Monate später übersiedelte auch Maria Amalia mit ihren Kindern endgültig in die französische Hauptstadt, wo sie am 16. April 1817 eintraf. In der Folgezeit lebte sie meist im Pariser Palais Royal, in Vernon oder in Neuilly-sur-Seine. In dieser Periode war sie vor allem mit der Erziehung ihrer Kinder beschäftigt.

### Französische Königin

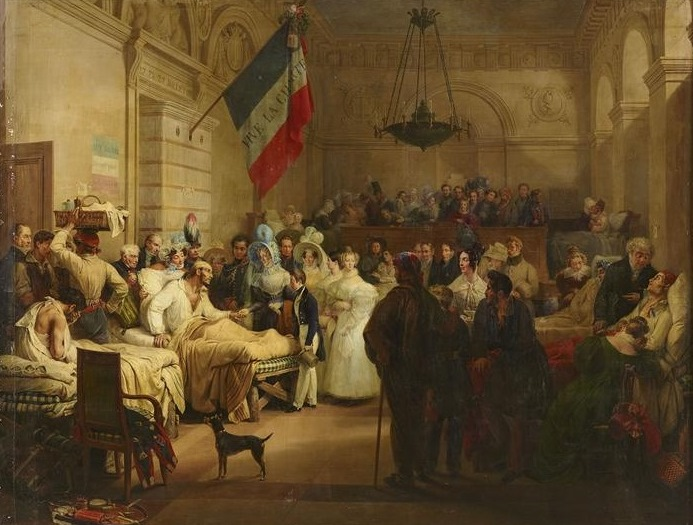
Maria Amalia besucht die Verletzten der Julirevolution (1830)

Im Juli 1830 gehörte Maria Amalia zu den engsten Vertrauten ihres Gemahls, als sich der Sturz König Karls X. immer deutlicher abzeichnete und Louis Philippe im Fall eines Regierungswechsels als aussichtsreichster Anwärter auf den französischen Thron galt. Solange der Ausgang der Julirevolution noch nicht klar war, verhielt sich der Herzog von Orléans vorsichtig und abwartend. Am Morgen des 30. Juli lancierten die einflussreichen Staatsmänner Jacques Laffitte und Adolphe Thiers eine offene Kampagne gegen Karl X. und sprachen sich für Louis Philippe als neuen König aus. Der Herzog von Orléans zog sich aber zunächst heimlich in sein Schloss Raincy bei Pontoise zurück und war damit für die Hauptakteure beider politischer Lage nicht mehr direkt kontaktierbar. Maria Amalia war neben Louis Philippes Schwester Adélaïde einer der wenigen Personen, die über seinen Aufenthaltsort Bescheid wussten und damit vermitteln konnten. Sie erwiderte im Verlauf des 30. Juli einem zu ihr entsandten Boten im Namen ihres Gatten auf die dringenden Anfragen, wie er sich gegenüber der ihm angebotenen Ausrufung zum König verhalte, dass Louis Philippe diesen Vorschlag nicht akzeptieren könne, solange Karl X. noch in Saint-Cloud verweile. Thiers begab sich nach Neuilly zu Maria Amalia und Adélaïde, um über diese beiden hochstehenden Damen Louis Philippe zunächst zur Annahme der Funktion eines Generalstatthalters Frankreichs zu bewegen. Maria Amalia änderte ihre Haltung nicht, doch Louis Philippes Schwester signalisierte eine vorsichtige Zustimmung ihrer Familie. Auf Aufforderung Maria Amalias reiste ihr Gatte rasch nach Neuilly zurück, beriet sich nach seinem Eintreffen am Abend des 30. Juli mit ihr und seiner Schwester über die zu ergreifenden Schritte und willigte schließlich gegenüber den Abgesandten der Deputierten ein, Generalstatthalter des Königreichs zu werden. Als Louis Philippe am 9. August 1830 nach der Absetzung Karls X. offiziell zum neuen Monarchen proklamiert wurde, avancierte Maria Amalia zur Königin der Franzosen.
Maria Amalia lebte weiterhin mit ihrem Gatten in glücklicher Ehe, ohne sich in die politischen Angelegenheiten einzumischen. Sie sprach indessen bei der Verheiratung ihrer Kinder mit, hatte dabei aber mit der ablehnenden Haltung der großen europäischen Herrscherhäuser gegenüber Eheverbindungen mit der neuen französischen Dynastie zu kämpfen. Außerdem widmete sich die Königin intensiv karitativen Werken. Selbst die dem Hof feindlichen Parteien vermochten ihr wenig vorzuwerfen; diese kritisierten aber z. B. ihre große Frömmigkeit. 1839 hatte Maria Amalia den Tod ihrer zweiten Tochter Marie Christine d’Orléans zu beklagen, und 1842 war sie beim Eintritt des durch einen Kutschenunfall verursachten Todes ihres ältesten Sohnes Ferdinand, Herzog von Orléans anwesend. Freude bereitete ihr hingegen ebenso wie ihrem Gatten die beiden Besuche der britischen Königin Victoria in den Jahren 1843 und 1845, weil dadurch wenigstens die Monarchin einer europäischen Großmacht die bisherige reservierte Haltung der etablierten Herrscherhäuser gegenüber dem französischen Königspaar aufgab.

### Sturz und spätere Lebenszeit im englischen Exil

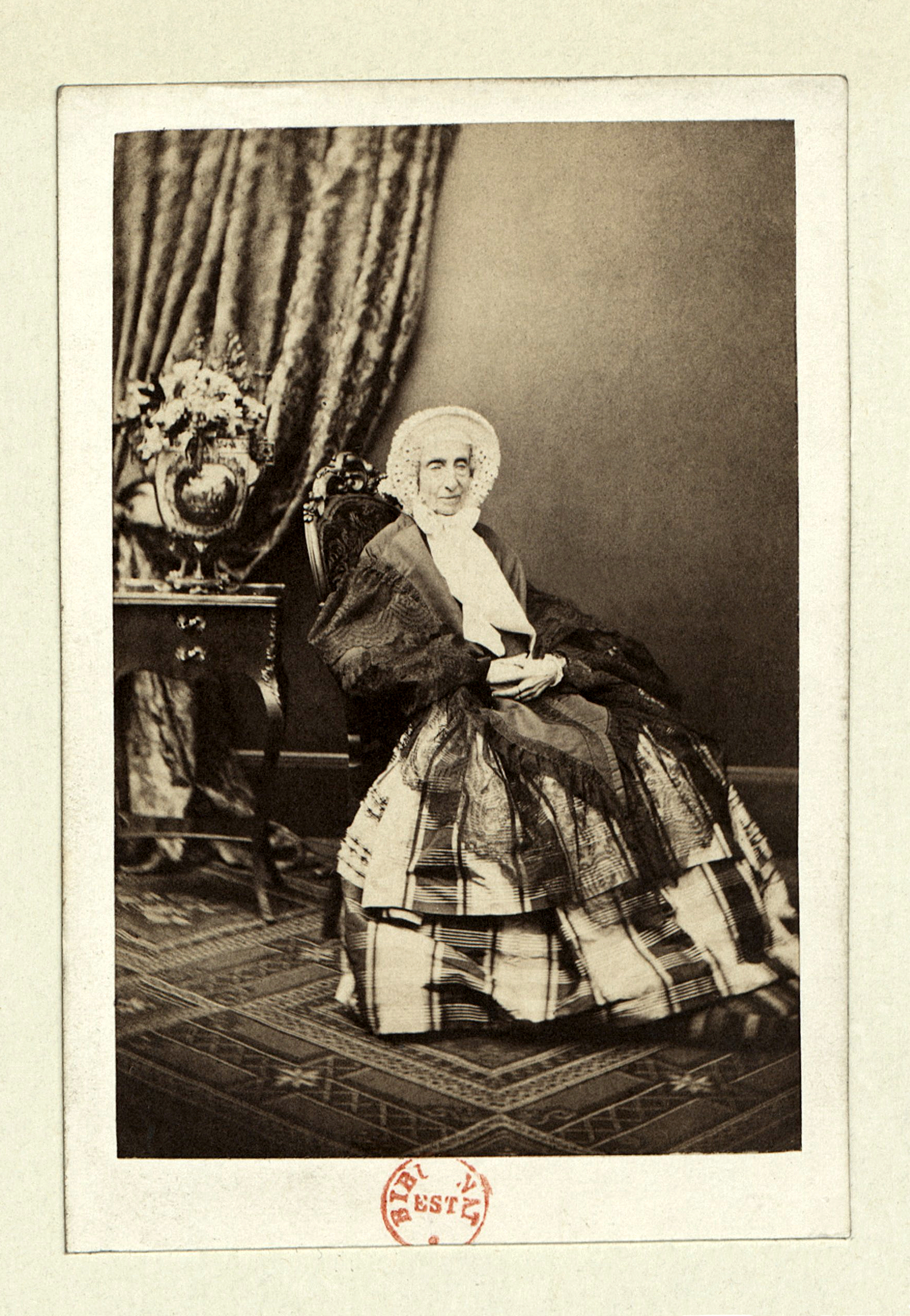
Maria Amalia Teresa von Bourbon-Sizilien, Daguerreotypie von Antoine Claudet, vor 1866

Der Ausbruch der Februarrevolution 1848 führte zum Sturz Louis Philippes. Er musste die Flucht ergreifen, auf der ihn Maria Amalia begleitete. Dem entthronten Königspaar schlossen sich bei seiner Flucht aus Paris mehrere Familienmitglieder an, so u. a. Louis, Herzog von Nemours und dessen Gemahlin Viktoria von Sachsen-Coburg-Saalfeld-Koháry mit ihren Kindern. Die Abreisenden ließen sich am 24. Februar von den Tuilerien über Saint-Cloud zunächst nach Versailles kutschieren und gelangten schließlich nach Dreux. Am folgenden Tag erfuhren sie von der Proklamation der Republik, woraufhin Louis Philippe die Flucht nach England beschloss. Vom Unterpräfekten von Dreux mit falschen Pässen ausgestattet, in denen Maria Amalia als „Frau Lebrun“ tituliert wurde, reisten sie weiter nach Le Havre, wo sie am 1. März eintrafen. An Bord eines britischen Dampfschiffes erreichten sie zwei Tage später die Hafenstadt Newhaven, betraten hier englischen Boden und zogen weiter zum  in der Grafschaft Surrey gelegenen Claremont House, das ihrem Schwiegersohn Leopold I. von Belgien gehörte und welches Königin Victoria dem gestürzten Herrscherpaar auf Lebenszeit als Wohnsitz überließ.
Als Louis Philippe im August 1850 lebensgefährlich erkrankte, konnte Maria Amalia ihn überreden, die Beichte abzulegen und die Sterbesakramente zu empfangen. Kurz darauf wurde Maria Amalia Witwe. Sie residierte weiterhin in Claremont House und wünschte sicherlich eine Aussöhnung ihrer Familie mit dem älteren Zweig der Bourbonen, doch scheiterten entsprechende Bemühungen an den zu unterschiedlichen Interessen der beiden Zweige. Auch musste die Königinwitwe weitere Todesfälle von Familienmitgliedern erleben. Sie unternahm mehrere Reisen auf den europäischen Kontinent, u. a. nach Belgien, Deutschland, Italien und Spanien. Maria Amalia starb am 24. März 1866 mit 83 Jahren im Exil in Claremont House. Erst zehn Jahre später, im Juni 1876, gestattete die politische Situation in Frankreich ihre dortige Beisetzung. Damals wurden ihre sterblichen Überreste, wie sie es sich gewünscht hatte, zur Grablege der Orléans in der Kapelle von Dreux überführt und dort am 4. April bestattet.

## Nachkommen
| Name                                               | Bildnis | Geburt            | Tod              | Anmerkungen                                                                                   |
| -------------------------------------------------- | ------- | ----------------- | ---------------- | --------------------------------------------------------------------------------------------- |
| Ferdinand, Herzog von Chartres, Herzog von Orléans |         | 3. September 1810 | 13. Juli 1842    | verheiratet mit Herzogin Helene zu Mecklenburg-Schwerin.                                      |
| Prinzessin Louise d’Orléans                        |         | 3. April 1812     | 11. Oktober 1850 | verheiratet mit Leopold I. von Belgien.                                                       |
| Prinzessin Marie Christine d’Orléans               |         | 12. April 1813    | 2. Januar 1839   | verheiratet mit Herzog Alexander von Württemberg.                                             |
| Louis, Herzog von Nemours                          |         | 25. Oktober 1814  | 26. Juni 1896    | verheiratet mit Prinzessin Viktoria von Sachsen-Coburg-Saalfeld-Koháry.                       |
| Prinzessin Françoise Louise Caroline d’Orléans     |         | 26. März 1816     | 20. Mai 1818     | Im Alter von zwei Jahren gestorben. Getauft am 20. Juli 1816, mit Kaiser Franz II. als Paten. |
| Clementine d’Orléans                               |         | 3. Juni 1817      | 16. Februar 1907 | verheiratet mit Prinz August von Sachsen-Coburg und Gotha.                                    |
| François d’Orléans, Fürst von Joinville            |         | 14. August 1818   | 16. Juni 1900    | verheiratet mit Infanta Francesca von Brasilien.                                              |
| Charles, Herzog von Penthièvre                     |         | 1. Januar 1820    | 25. Juli 1828    | Im Alter von acht Jahren gestorben.                                                           |
| Henri d’Orléans, duc d’Aumale                      |         | 16. Januar 1822   | 7. Mai 1897      | verheiratet mit Prinzessin Maria Karolina Augusta von Bourbon-Sizilien.                       |
| Antoine d’Orléans, duc de Montpensier              |         | 31. Juli 1824     | 4. Februar 1890  | verheiratet mit Maria Luisa Fernanda von Spanien.                                             |

## Vorfahren
|  |                                                                                       |  |  |  |  |  |  |  |  |  |  |  |  |
|  | Philipp V. König von Spanien (1683–1746)                                              |  |  |  |  |  |  |  |  |  |  |  |  |
|  |                                                                                       |  |  |  |  |  |  |  |  |  |  |  |  |
|  |                                                                                       |  |  |  |  |  |  |  |  |  |  |  |  |
|  | Karl III. König von Spanien (1716–1788)                                               |  |  |  |  |  |  |  |  |  |  |  |  |
|  |                                                                                       |  |  |  |  |  |  |  |  |  |  |  |  |
|  |                                                                                       |  |  |  |  |  |  |  |  |  |  |  |  |
|  | Elisabetta Farnese (1692–1766)                                                        |  |  |  |  |  |  |  |  |  |  |  |  |
|  |                                                                                       |  |  |  |  |  |  |  |  |  |  |  |  |
|  |                                                                                       |  |  |  |  |  |  |  |  |  |  |  |  |
|  | Ferdinand I. von Neapel-Sizilien (1751–1825)                                          |  |  |  |  |  |  |  |  |  |  |  |  |
|  |                                                                                       |  |  |  |  |  |  |  |  |  |  |  |  |
|  |                                                                                       |  |  |  |  |  |  |  |  |  |  |  |  |
|  | Friedrich August II. Kurfürst von Sachsen, als August III König von Polen (1696–1763) |  |  |  |  |  |  |  |  |  |  |  |  |
|  |                                                                                       |  |  |  |  |  |  |  |  |  |  |  |  |
|  |                                                                                       |  |  |  |  |  |  |  |  |  |  |  |  |
|  | Maria Amalia von Sachsen (1724–1760)                                                  |  |  |  |  |  |  |  |  |  |  |  |  |
|  |                                                                                       |  |  |  |  |  |  |  |  |  |  |  |  |
|  |                                                                                       |  |  |  |  |  |  |  |  |  |  |  |  |
|  | Maria Josepha Erzherzogin von Österreich (1699–1757)                                  |  |  |  |  |  |  |  |  |  |  |  |  |
|  |                                                                                       |  |  |  |  |  |  |  |  |  |  |  |  |
|  |                                                                                       |  |  |  |  |  |  |  |  |  |  |  |  |
|  | Maria Amalia von Neapel-Sizilien                                                      |  |  |  |  |  |  |  |  |  |  |  |  |
|  |                                                                                       |  |  |  |  |  |  |  |  |  |  |  |  |
|  |                                                                                       |  |  |  |  |  |  |  |  |  |  |  |  |
|  | Leopold von Lothringen (1679–1729)                                                    |  |  |  |  |  |  |  |  |  |  |  |  |
|  |                                                                                       |  |  |  |  |  |  |  |  |  |  |  |  |
|  |                                                                                       |  |  |  |  |  |  |  |  |  |  |  |  |
|  | Kaiser Franz I. Stephan (1708–1765)                                                   |  |  |  |  |  |  |  |  |  |  |  |  |
|  |                                                                                       |  |  |  |  |  |  |  |  |  |  |  |  |
|  |                                                                                       |  |  |  |  |  |  |  |  |  |  |  |  |
|  | Élisabeth Charlotte de Bourbon-Orléans (1676–1744)                                    |  |  |  |  |  |  |  |  |  |  |  |  |
|  |                                                                                       |  |  |  |  |  |  |  |  |  |  |  |  |
|  |                                                                                       |  |  |  |  |  |  |  |  |  |  |  |  |
|  | Maria Karolina von Österreich Erzherzogin (1752–1814)                                 |  |  |  |  |  |  |  |  |  |  |  |  |
|  |                                                                                       |  |  |  |  |  |  |  |  |  |  |  |  |
|  |                                                                                       |  |  |  |  |  |  |  |  |  |  |  |  |
|  | Kaiser Karl VI. (1685–1740)                                                           |  |  |  |  |  |  |  |  |  |  |  |  |
|  |                                                                                       |  |  |  |  |  |  |  |  |  |  |  |  |
|  |                                                                                       |  |  |  |  |  |  |  |  |  |  |  |  |
|  | Kaiserin Maria Theresia (1717–1780)                                                   |  |  |  |  |  |  |  |  |  |  |  |  |
|  |                                                                                       |  |  |  |  |  |  |  |  |  |  |  |  |
|  |                                                                                       |  |  |  |  |  |  |  |  |  |  |  |  |
|  | Elisabeth Christine von Braunschweig-Wolfenbüttel (1691–1750)                         |  |  |  |  |  |  |  |  |  |  |  |  |
|  |                                                                                       |  |  |  |  |  |  |  |  |  |  |  |  |
|  |                                                                                       |  |  |  |  |  |  |  |  |  |  |  |  |